# یواس‌اس مینرو (اس‌پی-۴۲۵)
یواس‌اس مینرو (اس‌پی-۴۲۵) (به انگلیسی: USS Minerva (SP-425)) یک کشتی بود که طول آن ۸۰ فوت (۲۴ متر) بود. این کشتی در سال ۱۹۱۴ ساخته شد.